# Parte orbital del hueso frontal
La parte orbital u horizontal' del hueso frontal (pars orbitalis) está formada por dos finas placas triangulares, las placas orbitales, que forman las bóvedas de las órbitas, y están separadas entre sí por una brecha mediana, la muesca etmoidal.

## Superficies
- La superficie inferior de cada placa orbital es lisa y cóncava, y presenta, lateralmente, bajo la cobertura del proceso cigomático, una depresión poco profunda, la fosa lagrimal, para la glándula lagrimal; cerca de la parte nasal hay una depresión, la fovea trochlearis, u ocasionalmente una pequeña espina troclear, para la fijación de la polea cartilaginosa del músculo oblicuo superior.
- La "superficie superior" es convexa, y está marcada por depresiones para las circunvoluciones de los lóbulos frontales del cerebro, y tenues surcos para las ramas meníngeas de los vasos etmoidales.
  - La muesca etmoidal separa las dos placas orbitales; es cuadrilátera, y está rellena, en el cráneo articulado, por la placa cribiforme del etmoides.
    - Los márgenes de la muesca presentan varias semicélulas que, al unirse con las correspondientes semicélulas de la superficie superior del etmoides, completan las células aéreas etmoidales.

  - Dos surcos cruzan transversalmente estos bordes; se convierten en los canales etmoidales anterior y posterior por el etmoides, y se abren en la pared medial de la órbita.
    - El canal anterior transmite el nervio nasociliar y los vasos etmoidales anteriores,
    - el posterior, el nervio etmoidal posterior y los vasos.
- Delante de la escotadura etmoidal, a ambos lados de la espina frontal, se encuentran las aberturas de los senos aéreos frontales.
  - Se trata de dos cavidades irregulares, que se extienden hacia atrás, hacia arriba y lateralmente por una distancia variable entre las dos tablas del cráneo; están separadas entre sí por un fino tabique óseo, que a menudo se desvía hacia uno u otro lado, con el resultado de que los senos son raramente simétricos.
  - Ausentes al nacer, suelen estar bastante bien desarrollados entre el séptimo y el octavo año, pero sólo alcanzan su tamaño completo después de la pubertad.
  - Varían de tamaño en las diferentes personas, y son más grandes en los hombres que en las mujeres.
  - Están revestidos de membrana mucosa, y cada uno se comunica con la correspondiente cavidad nasal por medio de un pasaje llamado conducto frontonasal.

## Imágenes adicionales

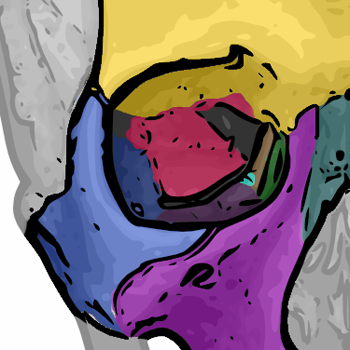
Los siete huesos que se articulan para formar la órbita.
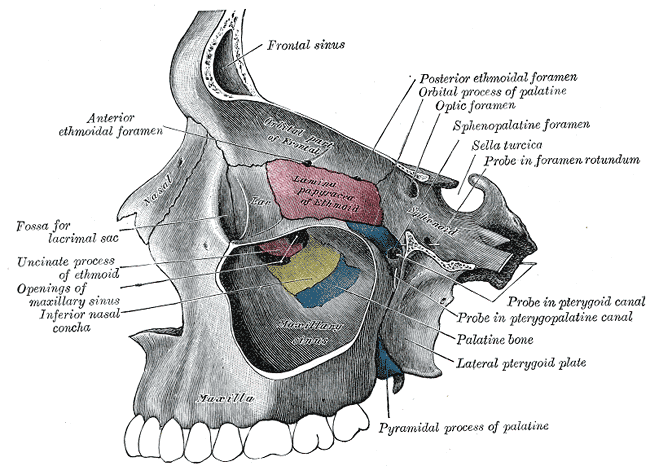
Pared medial de la órbita izquierda.
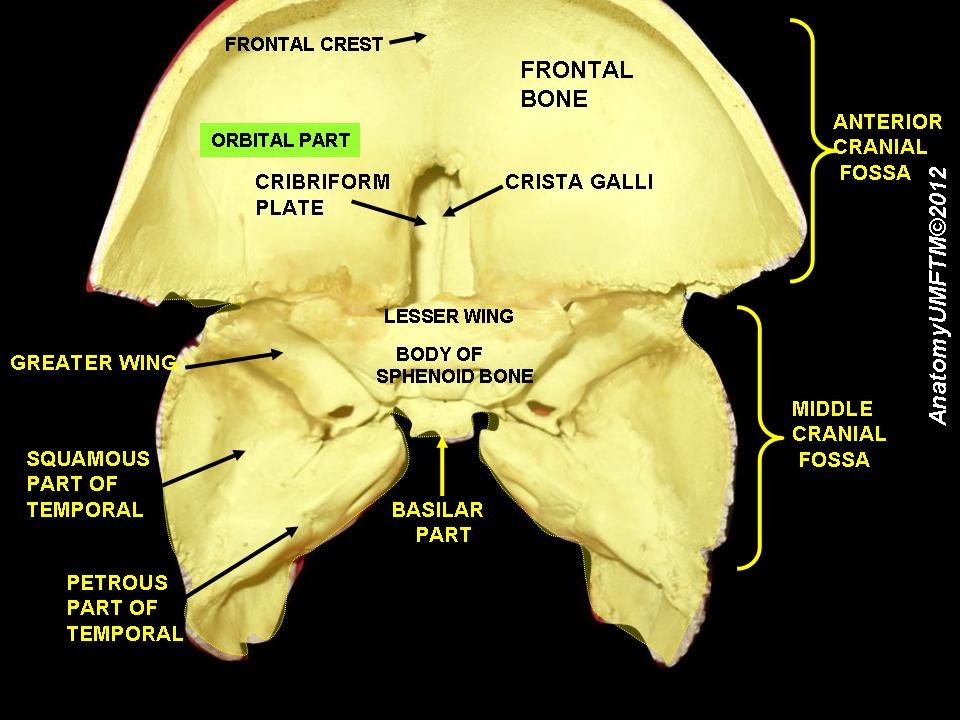
Parte orbital del hueso frontal
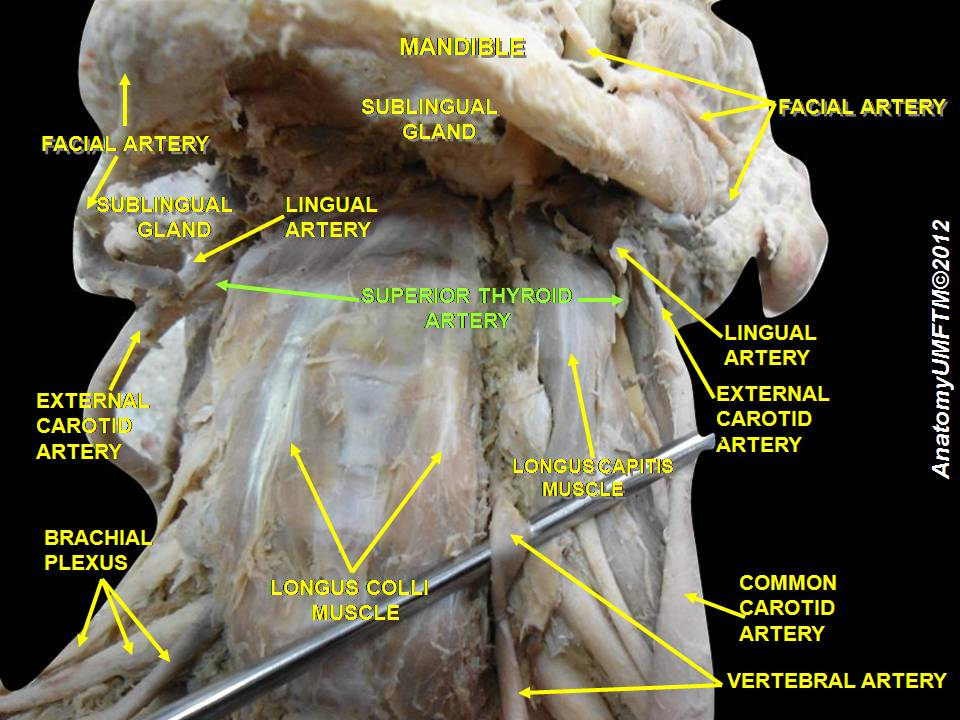
Parte orbital del hueso frontal